# Сибом, Эмили
Эмили Джейн Сибом (англ. Emily Jane Seebohm; род. 5 июня 1992, Аделаида) — австралийская пловчиха, трёхкратная олимпийская чемпионка, пятикратная чемпионка мира. Выступала в плавании на спине на дистанциях 100 и 200 метров, вольным стилем на эстафетах.

## Карьера
Дебютировала в составе сборной страны на чемпионате мира 2007 года в возрасте 14 лет. Выиграла золотую медаль в комбинированной эстафете 4 × 100 на Олимпиаде в Пекине. Также она заняла 4-е место (100 м на спине) и 14-е место (50 м на спине).
6 марта 2008 года на чемпионате католическая школьница из Брисбена Сибом побила рекорд на дистанции 50 м со временем 28,10 секунды, пропустив мировой рекорд Ли Янга (28,09) на одну сотую секунды.
22 марта 2008 года Сибом побила мировой рекорд на дистанции 50 м на спине в полуфинале австралийского чемпионата 2008 года, показав время 27,95 с, обогнав на пять сотых секунды мировой рекорд Хейли Макгрегори (28,00), который был установлен на 15 дней ранее, 7 марта 2008 года. Через день этот рекорд был снова побит — на этот раз австралийкой Софи Эдингтон за время в 27,67 секунды в финале того же события. Сибом решила не плавать в финале этого чемпионата, так как это не олимпийское мероприятие, и вместо этого решила сосредоточиться на полуфинале 100 метров на спине. В итоге она стала первой австралийской женщиной, преодолевшей минутный барьер в этом событии, её 59,78 сделали её 5-й самой быстрой за все время. Затем она улучшила свой рекорд до 59,58 с, выиграв чемпионат Австралии и получив отбор на Олимпийские игры в Пекине.
На чемпионате мира по водным видам спорта в Риме в 2009 году Сибом завоевала бронзовую медаль на дистанции 100 м на спине со временем 58,88. Она выиграла серебро в эстафете 4 × 100 м и заняла 7-е место на дистанции 50 м на спине и 15-е на дистанции 200 м.
На чемпионате Австралии по плаванию в 2013 году она выиграла золото на дистанции 50 м и 100 м на спине, серебро в индивидуальной комбинации на 200 м и бронзу на дистанции 200 м на спине, получив право на участие в чемпионате мира по водным видам спорта 2013 года. На чемпионате мира 2013 года выиграла три серебра (два в эстафетах и одно на дистанции 100 метров на спине).
На чемпионате мира 2015 года в Казани Сибом выиграла три золота (100 и 200 м на спине и эстафета 4×100 м вольным стилем), а также бронзу в комбинированной эстафете 4×100 м. На дистанции 200 м на спине в Казани взяла в финале реванш у Мисси Франклин за поражение на 100-метровке на лондонской Олимпиаде.
На летних Олимпийских играх 2016 года Сибом представляла Австралию на дистанции 100 и 200 м на спине и завоевала серебро в комбинированной эстафете 4×100 м.
На Олимпийских играх 2020 года в Токио завоевала золото в женской комбинированной эстафете 4×100 метров и бронзу на дистанции 200 метров на спине. Таким образом, завоевала как минимум одну медаль на 4 Олимпийских играх подряд (2008, 2012, 2016 и 2020). Всего за карьеру в активе Сибом 7 олимпийских наград (3 золота, 3 серебра, 1 бронза).

### Результаты на крупнейших соревнованиях

#### Олимпийские игры
7 медалей (3 золотые, 3 серебряные, 1 бронзовая)
| Дистанция                        | 2008 | 2012 | 2016 | 2020 |
| -------------------------------- | ---- | ---- | ---- | ---- |
| 100 метров на спине              | 9    | 2    | 7    | 5    |
| 200 метров на спине              | —    | —    | 12   | 3    |
| Эстафета 4×100 м вольным стилем  | —    | 1    | —    | —    |
| Комбинированная эстафета 4×100 м | 1    | 2    | 2    | 1    |

## Личная жизнь
Когда Эмили было три года, она переехала со своей семьей из Аделаиды в Брисбен, штат Квинсленд. Сибом посещала католическую начальную школу Святого Иосифа до 6 класса, а затем перешла в Колледж Святого Иоанна Фишера, католическую школу для девочек. Обе школы находятся в Бракен Ридж. Её отец Джон Сибом был футболистом в SANFL, который сыграл более 300 игр для клуба Glenelg Tigers (Тигры).
26 января 2009 года Сибом была награждена медалью Ордена Австралии.
В 2015—2018 годах встречалась с австралийским пловцом Митчем Ларкином.